# Карасово (Бабаевский район)
Карасово — деревня в Бабаевском районе Вологодской области.
Входит в состав Борисовского сельского поселения, с точки зрения административно-территориального деления — в Борисовский сельсовет.
Расположена на правом берегу реки Суда. Расстояние по автодороге до районного центра Бабаево составляет 64 км, до центра муниципального образования села Борисово-Судское — 2 км. Ближайшие населённые пункты — Зворыкино, Мятино, Судаково.
Население по данным переписи 2002 года — 79 человек (34 мужчины, 45 женщин). Преобладающая национальность — русские (99 %).